# Катастрофа на Байконуре (1960)
Катастрофа на космодроме Байконур 24 октября 1960 года (в англоязычной литературе используются название Неделинская катастрофа англ. Nedelin catastrophe, англ. Nedelin Disaster) — крупная катастрофа с многочисленными человеческими жертвами при подготовке к первому испытательному пуску межконтинентальной баллистической ракеты Р-16.
За 15 минут до запланированного пуска произошёл несанкционированный запуск двигателя второй ступени Р-16. Произошло разрушение баков первой ступени и взрывообразное возгорание компонентов ракетного топлива. В пожаре, по официальным данным, погибло 74 человека. Позже от ожогов и ран скончались ещё четверо (по другим данным погибло от 92 до 126 человек). Среди погибших был главнокомандующий РВСН, Главный маршал артиллерии Митрофан Неделин.
Катастрофа, повлёкшая за собой большие человеческие жертвы, была вызвана грубыми нарушениями правил техники безопасности при подготовке к пуску и стремлением успеть провести запуск не до конца подготовленной ракеты к приближавшемуся празднику — годовщине Октябрьской революции. Данные о катастрофе были засекречены, и первые упоминания о ней в советских средствах массовой информации появились только в 1989 году.

## Предыстория
К концу 1950-х годов в СССР на вооружении состояли три типа стратегических ракет — Р-5, Р-12 и Р-7. Территория США для первых двух типов ракет была недосягаемой из-за слишком малой дальности их полёта.
Первая советская межконтинентальная баллистическая ракета (МБР) Р-7 имела дальность 8000 км и могла достичь США при старте с территории Советского Союза. Однако она имела ряд недостатков. Жидкостные двигатели (ЖРД) ракеты работали на криогенных компонентах топлива — окислителем в них был жидкий кислород. Подготовка ракеты к пуску занимала 32 часа. Ракета могла находиться в заправленном состоянии только 8 часов. Управление ракетой было комбинированное: инерциальное — на начальном этапе и радиокомандное — на конечном. Система радиокоррекции включала два пункта управления, находящихся на расстоянии 276 км от места старта, и позволяла наводить ракеты только в ограниченном секторе шириной 40°. Ракета была выполнена по пакетной схеме, имела большие габариты и не могла запускаться из шахтных пусковых установок. Система получилась дорогостоящей, поэтому были развёрнуты только шесть пусковых установок. Из них территории США могли достичь только ракеты с четырёх пусковых установок, находившихся в Архангельской области, на космодроме Плесецк.
К концу 1950-х годов США имели на боевом дежурстве 40 МБР. Кроме того, в Великобритании, Италии и Турции были развёрнуты стратегические ракеты средней дальности, позволявшие поражать цели на европейской части СССР. В этой ситуации для удержания ядерного паритета СССР нужно было наращивать группировку своих межконтинентальных ракет.
Ещё в 1956 году молодое ОКБ-586 главного конструктора Янгеля выступило с инициативой создания МБР с ЖРД на высококипящих компонентах топлива (несимметричный диметилгидразин с азотным тетраоксидом). Это упрощало процедуру подготовки ракеты к пуску и значительно увеличивало время хранения ракеты в заправленном состоянии. Ещё одним новшеством было использование на ракете полностью автономной системы наведения (без радиокоррекции на конечном участке).
Опасения правительства вызывали неотработанность технологий ЖРД на высококипящих компонентах (первая баллистическая ракета с применением таких компонентов — Р-12 разработки ОКБ-586 — к тому времени ещё не летала), технические риски при создании автономной системы управления требуемой точности и загруженность КБ работами по созданию ракет Р-14 и Р-15. 17 декабря 1956 года вышло постановление Совета министров СССР «О создании межконтинентальной баллистической ракеты Р-16 (8К64)», вызванное острой необходимостью в производстве МБР длительного хранения, несмотря на отрицательное отношение к ним Сергея Королёва.
Работы шли ускоренными темпами. Эскизный проект новой ракеты был готов в ноябре 1957 года. Для экспертной оценки проекта была создана специальная правительственная комиссия под руководством Мстислава Келдыша. В январе 1958 года комиссия, отметив ряд недостатков проекта, доложила правительству о возможности создания Р-16 с заявленными характеристиками. Работы над ракетой продолжились. 28 августа 1958 года вышло постановление правительства № 1003—476, которым устанавливались сроки основных этапов отработки МБР: начало лётно-конструкторских испытаний (ЛКИ) — июнь 1961 года, начало пристрелочных испытаний — четвёртый квартал 1962 года.
К началу 1959 года в связи с развитием событий вокруг так называемого «Берлинского кризиса» резко обострилась международная обстановка. Руководство страны потребовало ускорить создание ракет Р-14 и Р-16. По словам Михаила Янгеля, Никита Хрущёв, выслушав его доклад, сказал: «Это то, что нам нужно. Если ракета Р-16 будет создана, оборона страны будет поставлена на прочную основу». 13 мая 1959 года вышло постановление Совмина СССР о передаче из КБ Янгеля всех работ по морской тематике в СКБ-385 Виктора Макеева. Этим же постановлением сокращались сроки разработки Р-14 и Р-16. Для Р-16 начало ЛКИ было установлено на четвёртый квартал 1960 года, а организация серийного производства ракет — на 1962 год.

## Техническая справка
Во время предстартовых операций по команде руководителя боевого расчёта из бункера производился ряд действий, включая подключение бортовых ампульных батарей и переключение потребителей электроэнергии с наземного на бортовое электропитание. Последней из этих операций была команда «Пуск», по которой управление передавалось автономной системе управления ракетой. Ракета начинала отрабатывать свою циклограмму — последовательность выдаваемых системой управления команд, по которым приборы наземного оборудования и борта ракеты выполняют свои действия при старте и в полёте.
Основой автономной системы управления ракетой был программный токораспределитель (ПТР) «А-120», представляющий собой вал с кулачками, которые при вращении вала от шагового привода замыкали различные управляющие электрические цепи механизмов и агрегатов ракеты.
Одной из технических проблем при использовании долгохранимых самовоспламеняющихся компонентов топлива была герметичность топливной системы на заправленной ракете. Герметичность топливных баков и подводящих трубопроводов обеспечивалась цельносварной конструкцией. В самом же двигателе сделать это было затруднительно. Поэтому было принято решение отделить внутренние полости двигателя от подводящих трубопроводов с помощью специальных металлических мембран.
На входе в турбонасосные агрегаты (ТНА) двигателей устанавливались пиромембраны, прорыв которых происходил с помощью кольцевого ножа во время предстартовых операций по команде с земли. Для запуска двигателя необходимо было получение команды ПТР на запуск пиростартёра двигателя, после чего происходил запуск турбины ТНА от выхлопных газов пиростартёра и, после включения электропневмоклапана, вытеснение газом из системы высокого давления компонентов топлива в газогенератор. Компоненты топлива самовоспламенялись, происходил запуск двигателя и его выход на режим.

## Испытания Р-16
Для проведения лётных испытаний ракеты на полигоне Тюратам (НИИП-5 МО, позже — космодром «Байконур») ОКБ-586 были выделены площадки под строительство новых сооружений. На полигоне уже была достаточно развитая инфраструктура, созданная для испытаний ракет ОКБ-1 Сергея Королёва. Комплекс для Р-16 состоял из трёх площадок. На площадке № 41 находился стартовый комплекс с двумя пусковыми установками для ракет и подземный командный пункт. Вблизи неё строился измерительный пункт. Площадка № 42 состояла из монтажно-испытательного корпуса и других служебных и вспомогательных зданий и сооружений, включая помещения для размещения личного состава военных испытателей, Госкомиссии, технического руководства и испытателей от промышленности. На площадке № 43 была построена жилая зона для размещения эксплуатирующей воинской части и представителей промышленности.
В августе 1960 года начались огневые стендовые испытания двигателей первой и второй ступеней Р-16 в Загорском НИИ-229. 26 сентября 1960 года на полигон Тюратам прибыла первая лётная ракета — изделие 8К64 № ЛД1-ЗТ. В сентябре 1960 года был утверждён и состав Госкомиссии по проведению лётных испытаний МБР Р-16. Председателем комиссии был назначен заместитель министра обороны СССР Главком РВСН Главный маршал артиллерии Митрофан Неделин, техническим руководителем испытаний — Главный конструктор ОКБ-586 Михаил Янгель.
Ход подготовки ракеты к пуску находился под пристальным вниманием ЦК КПСС и высшего руководства страны. На полигон неоднократно звонили Никита Хрущёв и Леонид Брежнев. Сроки поджимали, да и большие достижения было принято приурочивать к «красным» датам календаря — в этом случае прекрасно подходила годовщина Октябрьской революции. Работы велись в две смены. Первую половину дня до позднего вечера испытания проводились под началом руководителя испытаний инженер-подполковника Александра Матрёнина, военными и специалистами из НИИ и ОКБ. Ночью заводские специалисты проводили доработки под контролем военных представителей. После устранения многочисленных замечаний, к 20 октября испытания были завершены.
Утром 21 октября ракета была вывезена из монтажно-испытательного комплекса и доставлена на 41-ю площадку. 21 и 22 октября были проведены предусмотренные предстартовой подготовкой пристыковка головной части, подъём и установка ракеты на пусковой стол, подключение коммуникаций и испытания всех систем. 23 октября ракета была заправлена компонентами топлива и сжатыми газами. Решением Госкомиссии старт был назначен на 19:00 23 октября.
Система пиромембран была ещё не до конца отработана. При подрыве возникал сильный удар, и конструкция иногда теряла герметичность. Возникавшие капельные течи могли привести к возгоранию самовоспламеняемых компонентов топлива, и их появление необходимо было контролировать вручную. Дополнительной проблемой была сложность контроля над срабатыванием пиромембран. При подрыве пиропатрона разрывалась электрическая цепь, однако продукты сгорания часто замыкали цепи электрической схемы. Это приводило к ложным сигналам о несрабатывании пиромембран, поэтому техническим руководством было принято решение о контроле над прорывом «на слух», по звуку гидравлического удара в момент прорыва. Было принято решение осуществлять прорыв пиромембран не с помощью бортовой системы управления, а с пульта в бункере управления. Подрыв мембран осуществлялся по каждому компоненту отдельно, и после контроля герметичности принималось решение о продолжении работ.
В 18:00 во время подготовки к пуску, при подаче с пульта сигнала на прорыв пиромембран магистрали окислителя 2-й ступени, произошёл подрыв пиромембраны магистралей горючего 1-й ступени. Кроме того, был зафиксирован несанкционированный подрыв пиропатронов отсечных клапанов газогенератора 1-го блока маршевого двигателя 1-й ступени.
Работы были остановлены до выяснения причин случившегося. Вспоминает К. Е. Хачатурян, ведущий конструктор по электроиспытаниям:

Чтобы продолжить подготовку ракеты к пуску, необходимо было прежде всего выяснить и устранить причину подрыва пиропатронов отсечных клапанов. Анализ электрической схемы показывал, что это могло произойти, если перепутаны провода в главном распределителе системы управления первой ступени — приборе А-120. Его сняли с ракеты, вскрыли и обнаружили, что изоляция проводов одного из жгутов, через которые проходил ток на подрыв пиромембран, была полностью расплавлена и голые провода касались друг друга.
По электрической схеме двигательной установки напряжение поступало на пиропатроны мембран через соответствующие цепи прибора А-120. И пока двигателисты «на слух и запах» устанавливали факт срабатывания пиромембран, сгоревшие продукты пиропатронов замкнули подводящие цепи, произошло короткое замыкание, изоляция проводов расплавилась, и ток пошёл по лежащим рядом проводам. В этом и была причина несанкционированного срабатывания пиропатронов.

По техническим условиям на резиновые уплотнения, манжеты и прокладки ракета с прорванными мембранами могла находиться на старте не более 24 часов. После этого необходимо было сливать компоненты топлива и возвращать ракету на завод для прочистки баков, магистралей и переборки двигателей. Подготовка к старту второй лётной машины заняла бы не менее месяца.

## Катастрофа 24 октября

Взрыв ракеты

Обломки ракеты на стартовом столе

Первую половину 24 октября устраняли обнаруженные дефекты — были заменены токораспределитель «А-120» и пиропатрон отсечных клапанов двигателя 1-й ступени. После обеда Госкомиссия заслушала главного конструктора ОКБ-692 Бориса Коноплёва, разработчика системы управления ракетой и пульта управления. Для устранения выявленной недостаточной помехозащищённости блока усилителей программированных импульсов требовалось много времени. Было решено произвести пуск без доработок, а прорыв пиромембран произвести вручную. По объявлению 30-минутной готовности для исключения ложных срабатываний комиссия согласилась с предложением произвести переустановку в нулевое (исходное) положение шаговых двигателей системы управления.
Кроме некоторых возражавших специалистов, все высказались за продолжение работ. Замечания об опасности проведения доработок на заправленной ракете были отброшены. По воспоминаниям одного из участников событий, маршал Неделин заметил: «Что я буду говорить Никите?… Ракету доработать на старте, страна ждёт нас».
Работы были продолжены. Подавая пример бесстрашия, маршал Неделин сидел на стуле на так называемой «нулевой отметке» — примерно в семнадцати метрах от подножия ракеты. Рядом с ним находились заместитель министра общего машиностроения Л. А. Гришин, главные конструкторы систем ракеты и их заместители — Янгель, Коноплёв, Фирсов, Иосифьян, многочисленные военные представители — начальник полигона генерал-майор Константин Герчик, его заместитель генерал-майор Александр Мрыкин и др. Всего, кроме необходимых для проведения работ около ста человек, на стартовой площадке присутствовало ещё до 150 человек.
Примерно за час до пуска были прорваны разделительные пиромембраны топливных баков второй ступени. Около 18:45 была объявлена 30-минутная готовность к пуску и начато выставление в «ноль» программного токораспределителя. Так как программный распределитель не имел хода «назад», для выставления на «ноль» он должен был произвести полный цикл работы. Из-за неснятого электропитания при прохождении через циклограмму произошёл несанкционированный запуск двигателя второй ступени. Огненная струя разрушила баки окислителя и горючего первой ступени. Когда запустился двигатель второй ступени, включились автоматические кинокамеры (предназначенные для съёмки пуска ракеты) и запечатлели подробности катастрофы. Расходившиеся от ракеты концентрические волны пламени распространялись с огромной скоростью и поглощали всё на своём пути. Из огня выскакивали и бежали во все стороны горящие люди. Лавинообразное горение продолжалось около 20 секунд, после чего остатки агрегатов и сооружения догорали ещё два часа. Только после этого появилась возможность приступить к аварийно-спасательным работам.

## Пострадавшие
При взрыве погибли почти все, кто находился вблизи стартового стола. Среди погибших были главнокомандующий РВСН Главный маршал артиллерии Митрофан Неделин, заместитель начальника полигона инженер-полковник Александр Носов, начальники 1-го и 2-го управлений полигона инженер-полковники Евгений Осташев и Р. М. Григорьянц, заместители Главного конструктора ОКБ-586 (ракета) Лев Берлин и Василий Концевой, заместитель главного конструктора ОКБ-456 (двигатели) Георгий Фирсов, главный конструктор ОКБ-692 (система управления) Борис Коноплёв. Всего же в момент катастрофы погибло 57 и ранено 42 военнослужащих, погибло 17 и ранено семь представителей промышленности. В госпиталь в тяжёлом состоянии был доставлен и зам. председателя Государственного комитета Совета Министров по оборонной технике Л. А. Гришин, который 2 ноября скончался от полученных травм.
Ненадолго отлучившийся перед стартом главный конструктор ОКБ-586 Михаил Янгель чудом остался жив. Он решил покурить и, чтобы не подавать дурного примера подчинённым, отошёл в курилку. Вместе с ним в курилку отошли Андроник Иосифьян (член Госкомиссии, главный конструктор и директор ВНИИЭМ) и не куривший Алексей Богомолов (член Госкомиссии, главный конструктор ОКБ МЭИ). По версии Бориса Чертока, они хотели уговорить Янгеля прекратить работы на заправленной ракете. Это спасло им жизнь. Гришина тоже позвали с собой, но он задержался на площадке.
Неблагодарную миссию по информированию о случившемся Хрущёва взял на себя Янгель. В Кремль ушла телефонограмма:

24 октября 1960 года.
В 18:45 по местному времени за 30 минут до пуска изделия 8К-64, на заключительной операции к пуску произошёл пожар, вызвавший разрушение баков с компонентами топлива.
В результате случившегося имеются жертвы в количестве до ста или более человек. В том числе со смертельным исходом несколько десятков человек.
Глав. маршал артиллерии Неделин находился на площадке для испытаний. Сейчас его разыскивают.
Прошу срочной мед. помощи пострадавшим от ожогов огнем и азотной кислотой.
Янгель

«Пурга»-3

аппарат т. Неделина

К 41-й площадке стягивались медики и пожарные. Среди выживших многие получили страшные ожоги. Их сразу же отправляли в госпитали. Трупы складывались в специальном помещении для дальнейшего опознания. Это было нелегко, так как многие погибшие были обезображены до неузнаваемости. Например, на месте гибели Неделина смогли найти только оплавленную звезду Героя Советского Союза, остановившиеся в момент взрыва часы и маршальский погон, а Коноплёва опознали по росту (он был самым высоким на площадке).
Из Москвы, Ленинграда, Ростова-на-Дону в срочном порядке всю ночь прибывали госпитали. 14 человек, которым требовалась пересадка кожи, были эвакуированы в Москву, в Центральный военный госпиталь имени Бурденко. Поздно вечером Янгель имел тяжёлый разговор с Хрущёвым. Когда Янгель доложил о гибели Неделина, главного конструктора системы управления Коноплёва, заместителя Глушко Фирсова и двух своих заместителей, Хрущёв довольно бесцеремонно спросил: «А где в это время находился технический руководитель испытаний?» Янгель воспринял это как недоверие правительства и просил подчинённых, в случае чего, продолжать сохранять взятое направление работ.
В период со 2 ноября 1960 года по 3 января 1961 года от полученных ожогов и ран в госпиталях скончались Л. А. Гришин и трое военнослужащих. Таким образом, общая численность погибших составила 78 человек. Эти данные соответствуют поимённому списку пострадавших, составленному Госкомиссией. Существуют и другие данные: согласно К. Е. Хачатуряну и А. С. Матренину, численность жертв достигает 92 человек, а Б. Е. Черток назвал иную — 126 человек.

## Расследование
В ночь на 25 октября на полигон вылетела Правительственная комиссия во главе с председателем Президиума Верховного Совета СССР Леонидом Брежневым. По воспоминаниям Бориса Губанова, Хрущёв, назначая комиссию, позвонил Сергею Королёву и спросил: «Что делать с Янгелем?» Несмотря на то, что отношения с Янгелем были у Королёва напряжёнными, он ответил: «Это могло случиться и у меня — новая техника…»
Кроме Брежнева, в состав комиссии вошли: первый заместитель министра обороны СССР Андрей Гречко, заместитель председателя Совета Министров СССР Дмитрий Устинов, председатель Госкомитета по оборонной технике при Совмине СССР Константин Руднев, председатель Госкомитета по радиоэлектронике Валерий Калмыков, заведующий Отделом оборонной промышленности ЦК КПСС Иван Сербин, начальник 3-го Главного управления КГБ Анатолий Гуськов, директор НИИ-229 Глеб Табаков, директор НИИ-88 Георгий Тюлин.
Первое заседание комиссии состоялось в монтажно-испытательном корпусе сразу по прибытии колонны машин с аэродрома. В присутствии всех выживших испытателей Р-16 Брежнев заявил: «Никого наказывать не будем». Как показало дальнейшее расследование, непосредственные виновники аварии — ответственные за технику безопасности работ и разработчик системы управления — погибли при взрыве. Оставшихся в живых наказывать посчитали негуманным. По воспоминаниям Василия Будника (заместитель Янгеля), по результатам работы комиссии Брежнев сказал: «…вы сами себя наказали».
Причины катастрофы
Основной причиной катастрофы было признано грубое нарушение мер безопасности. Комиссией по расследованию был установлен следующий ряд действий, повлёкших за собой катастрофу.
1. Предварительный прорыв разделительных мембран топливных баков второй ступени ракеты во время отменённого старта накануне, 23 октября. Топливо из баков ракеты, в нарушение инструкции, слито не было[5].
2. Для ускорения предстартовой подготовки была преждевременно подключена бортовая ампульная батарея. По инструкции бортовые ампульные батареи должны быть подключены после проведения всех проверок, непосредственно в процессе пуска. Было принято решение использовать внешнюю ампульную батарею и установить её на борт за час до пуска. В результате этого электрические цепи ракеты оказались под напряжением[5].
3. За полчаса до пуска была начата операция выставления «в нуль» программных механизмов систем управления, в частности, программного токораспределителя. При отсутствии бортового питания эта операция ничем не грозила, но в данном случае привела к катастрофе. При начале движения вала ПТР произошло замыкание контактов запуска пиростартёра и несанкционированный пуск двигательной установки 2-й ступени[5].

## Последствия
После возвращения с полигона Янгель докладывал о случившемся сначала первому секретарю ЦК КПУ Николаю Подгорному, а затем секретарю Днепропетровского обкома партии. Перенесённые потрясения сказались на здоровье главного конструктора ОКБ-586, и в конце октября у него случился второй инфаркт (первый был в феврале 1958 года). В середине ноября на Южмаш прибыла для доработок вторая лётная ракета. В течение месяца пришли и новые бортовые приборы. После полного цикла заводских испытаний доработанная ракета 28 декабря специальным железнодорожным составом была отправлена в Тюратам. Этим же поездом выехала бригада испытателей во главе с Янгелем. 1 января 1961 года состав прибыл на полигон.
К этому времени на полигоне были проведены следующие мероприятия:
- усилены меры безопасности;
- рассмотрены предложения по «защите от дурака»;
- введена автоматическая система пожаротушения;
- количество ручных операций сокращено до минимума;
- изменён порядок предстартовой подготовки и пуска ракеты: впервые было проведено сетевое планирование работ на стартовой позиции — составлен график с указанием точного времени и места выполнения каждой операции; за счёт объединения и укрупнения ряда операций было сокращено число операторов и контролёров;
- с началом заправки ракеты устанавливался особый режим — все участники подготовки к старту носили на руках специальные нарукавные повязки; по мере приближения к моменту старта сокращалось число лиц, находившихся у ракеты; последними, после объявления 15-минутной готовности, в бункер спускались специалисты с красными нарукавными повязками.

В результате принятых мер возле второй лётной ракеты во время и после заправки находилось не более 20 человек. После объявления часовой готовности все лишние люди были эвакуированы с места старта. Из гражданских специалистов в бункере управления находились только Янгель и главные конструкторы некоторых систем.
Пуск ракеты состоялся со второй пусковой установки площадки № 41 2 февраля 1961 года. Он не был полностью удачным. За несколько минут до старта обнаружилось отсутствие питания системы аварийного подрыва ракеты в полёте и телеметрической системы «Трал». Янгель посчитал, что основная задача — доказать работоспособность ракеты, и понимая, что пуск ожидают в Москве, принял решение проводить его без телеметрии.
Пуск состоялся нормально, хотя головная часть ракеты вместо Камчатки упала в Красноярском крае. Из-за отсутствия данных телеметрии установить причину отклонений не удалось. Только по результатам третьего, также не совсем удачного, пуска 3 марта 1961 года было установлено, что возникающие в полёте перемещения топлива в баках второй ступени слишком велики и система управления не справляется со стабилизацией ракеты. Были введены успокоители-перегородки, которые компенсировали колебания компонентов топлива в полёте. Только с августа 1962 года ракета стала летать нормально.
20 октября 1962 года постановлением правительства межконтинентальная баллистическая ракета Р-16 (8К64) была принята на вооружение.
К 1965 году было развёрнуто 186 пусковых установок для ракет Р-16.

## Изложение истории
Информация о трагедии была засекречена. Никаких официальных сообщений о катастрофе не было. Всем свидетелям, родным и близким было рекомендовано говорить о несчастном случае или авиационной катастрофе.
ОТ ЦЕНТРАЛЬНОГО КОМИТЕТА КПСС
И СОВЕТА МИНИСТРОВ СССР
Центральный Комитет КПСС и Совет Министров Союза ССР с глубоким прискорбием извещают, что 24 октября с. г. при исполнении служебных обязанностей, в результате авиационной катастрофы погиб Главный Маршал артиллерии Неделин Митрофан Иванович кандидат в члены ЦК КПСС, депутат Верховного Совета Союза ССР, Герой Советского Союза, заместитель министра обороны и главнокомандующий ракетными войсками СССР, один из виднейших военных деятелей и строителей Вооружённых Сил Советского Союза, прославленный герой Великой Отечественной войны.
Похороны Главного Маршала артиллерии Неделина М. И. состоятся в городе Москве на Красной площади.
— Известия. — 1960. — 26 октября (№ 256 (13492)). — С. 1.
Гибель Главнокомандующего Ракетными войсками стратегического назначения Неделина замолчать было невозможно, поэтому была придумана версия о его трагической гибели в авиационной катастрофе. О судьбе экипажа и других пассажиров не сообщалось. Похороны прошли на Красной площади 27 октября. После кремации урна с прахом Неделина с почестями была помещена в некрополе у Кремлёвской стены рядом с урной Игоря Курчатова.
Похороны заместителя председателя Государственного комитета Совета министров СССР по оборонной технике Льва Гришина состоялись на Новодевичьем кладбище, при этом были приняты меры, чтобы на нём не оказалось посторонних и случайных лиц. 48 офицеров и солдат похоронили на 10-й площадке в парке города Ленинска в братской могиле. Останки гражданских специалистов были отправлены в Днепропетровск, Харьков, Киев, Москву, Загорск, где были похоронены без почестей. Похороны шестерых работников ОКБ-586 прошли в разных местах городского кладбища, без указания точных дат смерти.
Несмотря на принятые меры, информация в западные средства массовой информации всё равно просочилась. Уже 8 декабря 1960 года итальянское новостное агентство Continentale сообщило, что маршал Неделин и ещё 100 человек погибли при взрыве ракеты. 16 октября 1965 года британская газета The Guardian сообщила, что разоблачённый шпион Олег Пеньковский подтвердил данные о катастрофе, при этом ложно указав о 300 погибших, и о том что катастрофа произошла при испытаниях ракеты с ядерным двигателем. Дополнительные детали трагедии были сообщены диссидентом Жоресом Медведевым в 1976 году британскому журналу New Scientist.
Первой публикацией о катастрофе в советских СМИ стал очерк в журнале «Огонёк», вышедшем в 1989 году. В 1994 году В. И. Ивкин по заданию Главнокомандующего РВСН И. Д. Сергеева провёл исследовательскую работу в архивах. В Архиве президента России были найдены оригиналы документов Государственной комиссии по расследованию катастрофы 24 октября. Эти документы были рассекречены и впервые опубликованы в «Хронике основных событий истории РВСН» и журналах «Источник» и «Военно-исторический журнал». В 1999 году была сформирована рабочая группа, которая подготовила наградные документы на участников этой катастрофы. В наградном листе перечислены 99 фамилий погибших и раненых военнослужащих. При подготовке документов была исследована дальнейшая судьба всех получивших ранения и установлена окончательная численность погибших — 78 человек, включая 74 погибших при старте и четырёх скончавшихся в госпиталях.
Катастрофа на Байконуре 24 октября 1960 года была не единственной, но стала самой крупной в истории ракетной техники. В СССР и США во время гонки вооружений в годы холодной войны произошёл ряд крупных катастроф с баллистическими ракетами и ракетами-носителями на их базе.
| Катастрофы МБР и РН   | Катастрофы МБР и РН | Катастрофы МБР и РН                                       | Катастрофы МБР и РН     | Катастрофы МБР и РН |
| Дата                  | Ракета              | Место                                                     | Жертвы                  | Описание |
| --------------------- | ------------------- | --------------------------------------------------------- | ----------------------- | --- |
| 24 октября 1960 года  | МБР Р-16            | СССР · космодром Байконур, площадка 41                    | 78 погибших, 42 раненых | Взрыв ракеты на стартовом столе за полчаса до старта. |
| 24 октября 1963 года  | МБР Р-9А            | СССР · космодром Байконур, ШПУ «В»                        | 8 погибших              | Пожар в шахте из-за возникновения искры в загазованной атмосфере. Пары керосина и кислорода образовались в результате заправки учебной ракеты топливом накануне, 23 октября. |
| 9 августа 1965 года   | МБР Titan II        | США · база Литл-Рок, ШПУ 373-4 (близ Searcy, Арканзас)    | 53 погибших             | При выполнении работ по модернизационной программе Project YARD FENCE в шахте возник пожар. Спастись удалось только 2 рабочим, проводившим работы, остальные погибли. С ракеты перед началом работ была снята боеголовка. Несмотря на то, что ракета была заправлена топливом, она не взорвалась. |
| 5 августа 1967 года   | МБР УР-100          | СССР · 36 грд, Красноярский край                          | 13 погибших             | Пожар и взрыв ракеты при проведении технического обслуживания на пусковой установке. |
| 18 марта 1980 года    | РН «Восток-2М»      | СССР · космодром Плесецк, стартовый комплекс № 43/4       | 48 погибших, 39 раненых | Взрыв ракеты при заправке компонентами топлива за 2 часа до старта. |
| 19 сентября 1980 года | МБР Titan II        | США · база Литл-Рок, ШПУ 374-7 (близ Дамаскаса, Арканзас) | 1 погибший, 21 раненый  | При проведении регламентных работ механик уронил инструмент весом 3,4 кг. Упав с высоты более 20 м, он пробил бак ракеты. На следующий день при попытке устранить возникшую утечку топлива произошло его возгорание. Взрывом сорвало 740-тонную крышку шахты, а снаряжённую боеголовку Mk.6 с термоядерной боевой частью W-53 выбросило на высоту около 30 метров. Боеголовка из-за полученных повреждений была списана и утилизирована. |
| 22 августа 2003 года  | РН VLS-1            | Бразилия · космодром Алкантара                            | 21 погибший             | Взрыв ракеты при предстартовой подготовке |

## Память о погибших

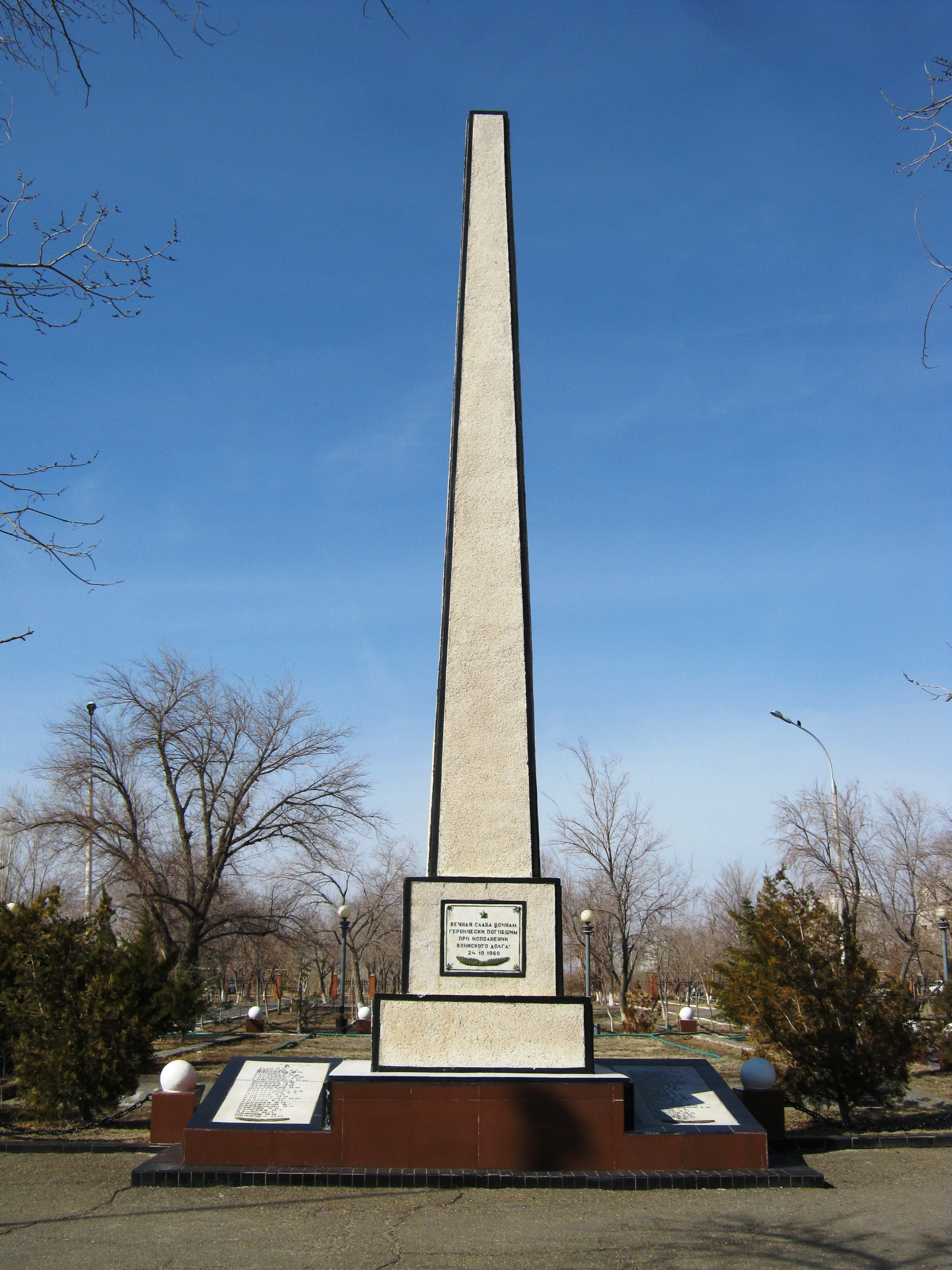
Памятник на братской могиле погибших ракетчиков

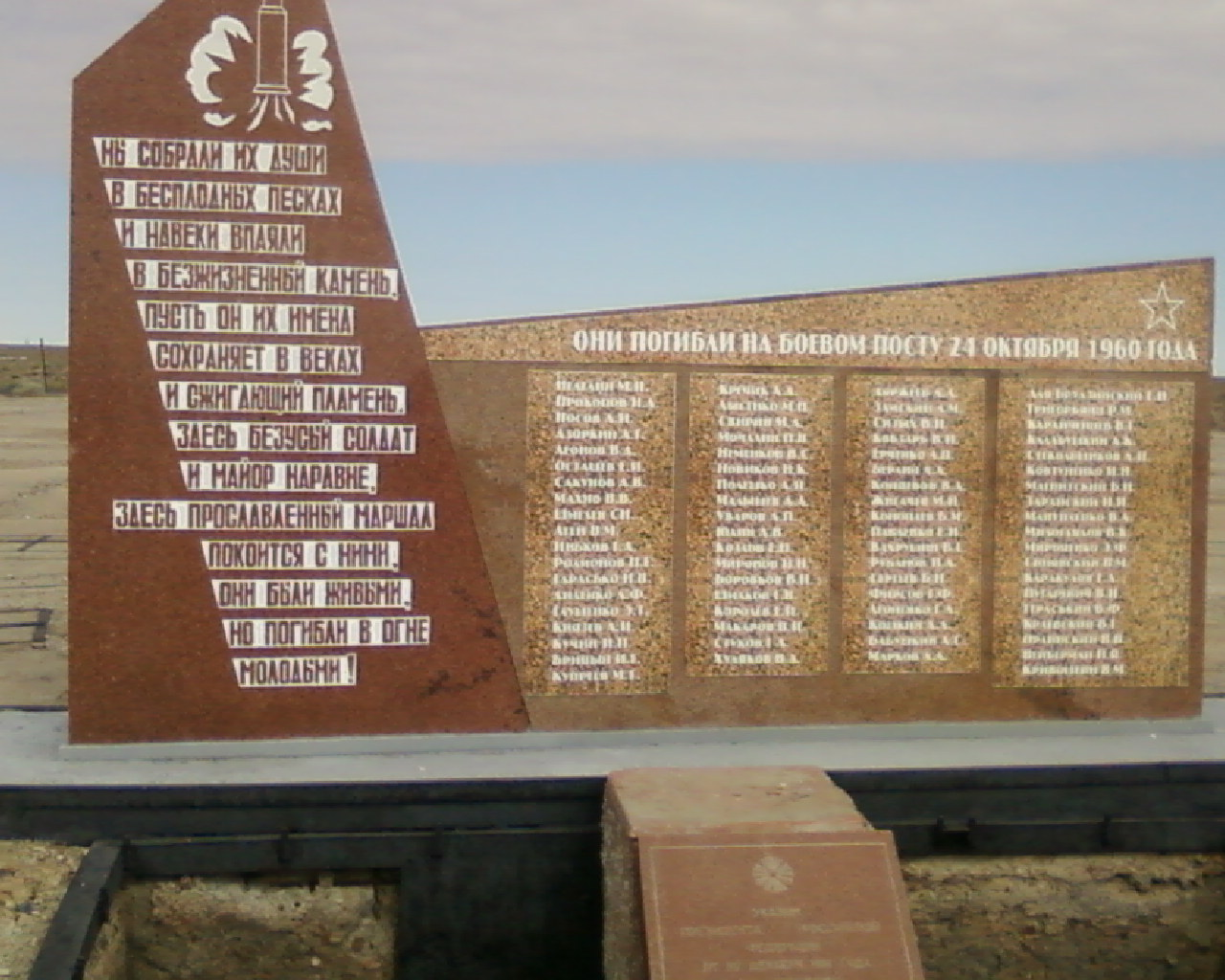
Мемориал на космодроме «Байконур»

Ежегодно 24 октября на проспекте Гагарина в Байконуре, у памятника  на месте бывшей стартовой площадки Р-16 (площадка 41 космодрома) и на территории КБ «Южное» в Днепре проходят митинги с возложением венков у братской могилы погибших. На Запорожском кладбище в Днепре выжившие вспоминают погибших 24 октября 1960 года.
Имена погибших в этой катастрофе Неделина, Осташева и Носова носят улицы Байконура. Именем маршала Неделина также названы улицы в Воронеже, Мирном (космодром Плесецк), Москве, Липецке, Донецке, Одессе, Одинцово, Щёлково и многих других городах бывшего Советского Союза.
После того как 24 октября 1963 года на полигоне произошла катастрофа МБР Р-9А с человеческими жертвами, этот день стал считаться «чёрным» днём в космонавтике; пуски ракет в этот день решено было больше не производить. В этот день принято вспоминать не только жертв «неделинской катастрофы», но и всех погибших при освоении космоса.